# Dècada de l'1 aC
La dècada de l'1 aC és el període que comprèn els darrers nou anys abans de l'Era Comuna, des del 9 aC fins a l'1 aC. Encara que pròpiament no és una dècada (no té dura deu anys sinó nou) se l'anomena així seguint la convenció de les dècades com a períodes entre anys acabats en 9 i anys acabats en 0, malgrat que en aquest cas no és completa perquè no existeix l'any zero. És un dels dos casos en els que això passa, juntament amb la dècada de l'1 dC.

## Esdeveniments
- Fundació del Gran Santuari d'Ise
- Construcció de l'Aqua Alsietina, el primer aqüeducte de Roma del sector occidental.

## Personatges destacats
- August, emperador romà (27 aC-14).